# Loch Vostok
Loch Vostok ist eine schwedische Progressive-Metal-Band aus Uppsala, die im Jahr 2000 gegründet wurde.

## Geschichte
Die Band entstand aus dem Zerfall der Band Mayadome. Sie bestand bei der Gründung aus Schlagzeuger Alvaro Svanerö, Bassist Erik Grandin, Keyboarder Sebastian „Zeb“ Okupski, Gitarrist Niklas Kupper und Sänger Teddy Möller. Zusammen spielten sie einige Stücke ein. Einige Monate später verließ Bassist Grandin die Band wieder und wurde durch Tomas „Tym“ Jonsson ersetzt. In dieser Besetzung nahmen sie ihr Debütalbum Dark Logic unter der Leitung von Daniel Bergstrand auf.
Es folgten einige Auftritte in Schweden, Dänemark und den Niederlanden. Danach verließ Keyboarder Okupski die Band und wurde durch Andreas Lindahl ersetzt. Infolgedessen begannen die Arbeiten zum nächsten Album namens Destruction Time Again. Die Aufnahmen fanden unter der Leitung von Carl Vikman statt. Gastmusiker Ron Jarzombek (u. a. Watchtower) steuerte ein Gitarrensolo bei. Das Album wurde im Jahr 2005 über Escapi Music veröffentlicht. Kurz nach den Aufnahmen verließ Lindahl die Band wieder und wurde durch Fredrik Klingwall ersetzt. Danach folgten die Arbeiten zum Album Reveal No Secrets. Außerdem hielt die Band eine Tour zusammen mit King Diamond. Danach schrieb die Band weiter an neuem Material und ging mit Pyramaze auf Tour. Nach der Tour nahm die Band das Album Reveal No Secrets auf. Das Album wurde im Jahr 2009 über Silverwolf Productions veröffentlicht. Nach der Veröffentlichung folgten kaum Konzerte, da sich Teddy Möller seinem Nebenprojekt F.K.Ü. widmete. Während dieser Zeit trennten sich Kupper und Svanerö von der Band. Als Ersatz kamen Schlagzeuger Lawrence „Lalle“ Dinamarca und Gitarrist Manuel „Mano“ Lewys zur Band.
Danach begannen die Aufnahmen zum Album Dystopium. Außerdem hielt die Band eine Tour zusammen mit Therion und Leprous. Bassist Jonsson musste aufgrund von Rückenproblemen die Band verlassen und wurde durch Jimmy Mattsson ersetzt. Kurz nach der Tour verließ Gitarrist Lewys die Band und wurde durch Kupper, der zur Band zurückkehrte, ersetzt.
Die Band nahm ein Video für das Lied Sacred Structure unter der Leitung von Martin Gustafsson auf und erreichte einen Vertrag mit Vicisolum Productions. Dystopium wurde im Jahr 2011 über das Label veröffentlicht.

## Stil
Die Band spielt eine Mischung aus schnellem Power- und Progressive-Metal. Der Gesang hat dabei einen Death-Metal-Charakter.

## Diskografie
- 2002: Promo 2002 (Demo, Eigenveröffentlichung)
- 2004: Dark Logic (Album, Magnetism Records)
- 2006: Destruction Time Again (Album, Escapi Music)
- 2009: Reveal No Secrets (Album, Silverwolf Productions)
- 2011: Dystopium (Album, Vicisolum Productions)
- 2012: V: The Doctrine Decoded (Album, Vicisolum Productions)
- 2015: From These Waters (Album, Vicisolum Productions)